# Lithostege grisearia
Lithostege grisearia là một loài bướm đêm trong họ Geometridae.